# Lentille optique
Pour les articles homonymes, voir Lentille.
 (avril 2013).
Si vous disposez d'ouvrages ou d'articles de référence ou si vous connaissez des sites web de qualité traitant du thème abordé ici, merci de compléter l'article en donnant les références utiles à sa vérifiabilité et en les liant à la section « Notes et références ».

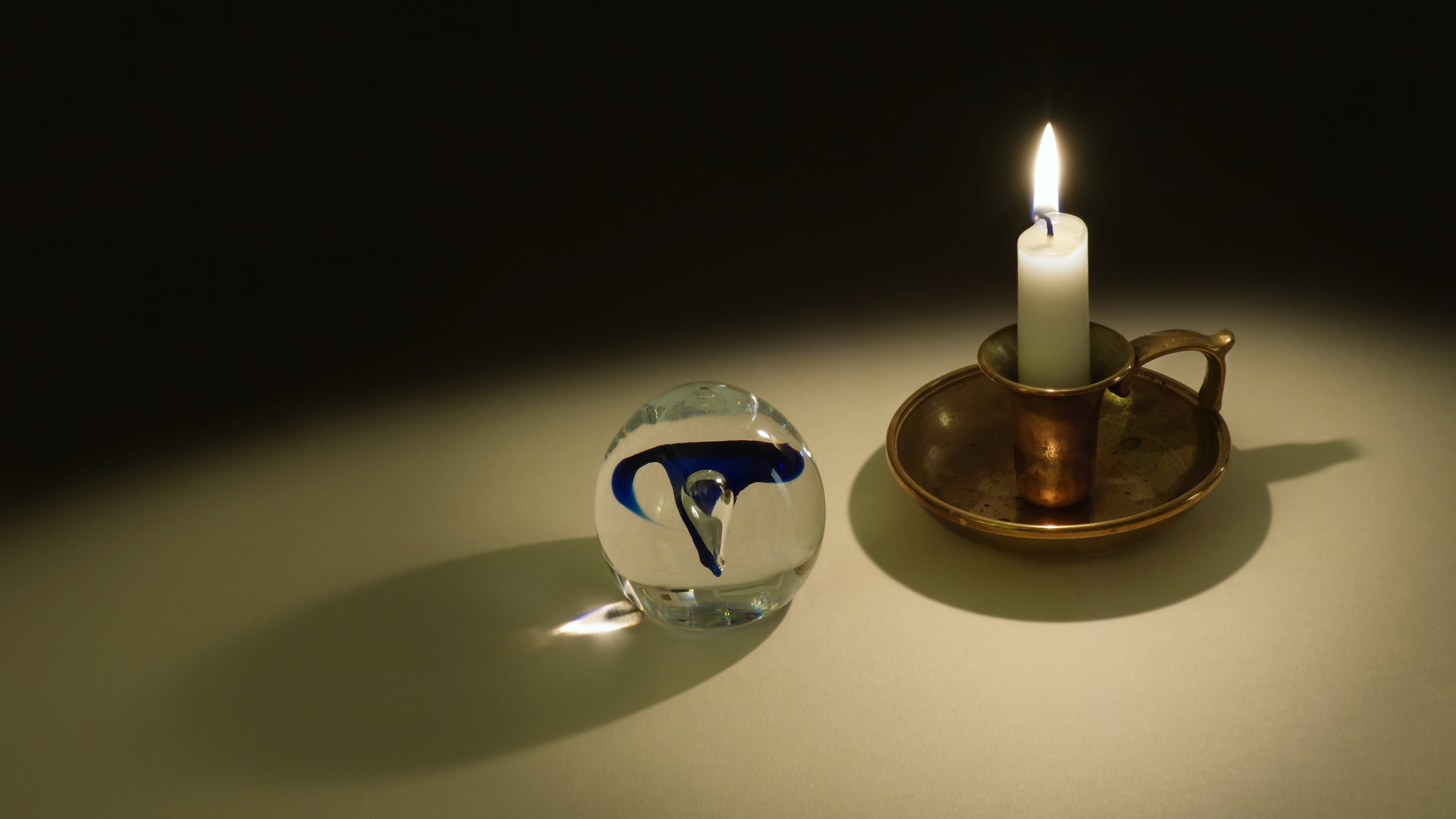
Une bougie se projetant sur une table par un presse-papier formant lentille.

Une lentille optique est un composant fait d'un matériau généralement isotrope et transparent pour la lumière dans le domaine spectral d'intérêt. C'est le plus souvent un type de verre optique, ou des verres plus classiques, des plastiques, des matériaux organiques, voire des métalloïdes tels que le germanium. Les lentilles sont destinées à faire converger ou diverger la lumière.
Leur utilisation implique que leur indice de réfraction soit différent de celui du milieu dans lequel elles sont plongées (air, huile, eau…). Les lentilles possèdent la plupart du temps un axe de symétrie confondu avec l’axe optique mais les techniques récentes et les besoins de l'industrie et de la recherche font qu'une part non négligeable des lentilles n'ont pas d'axe de symétrie.
Il existe aussi des lentilles qui agissent sur d’autres types de rayonnement électromagnétique, au moyen d’un champ électrique et/ou d’un champ magnétique.

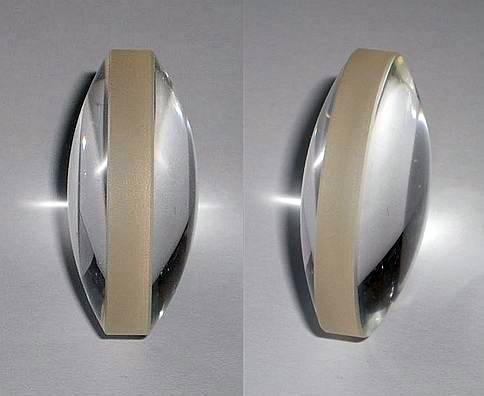
Vues de profil d'une lentille biconvexe.

## Histoire
C'est à Ninive, ancienne capitale de l'empire assyrien, qu'au XIXe siècle, Sir Austen Henry Layard découvre les premiers verres lentiformes, dans des couches datant de 4 000 ans avant notre ère. On ignore à quoi ils servaient exactement, mais cette découverte soulève de nombreuses questions, parce que cette ville fut longtemps le grand centre commercial et culturel du Moyen-Orient et que la vulgarisation des connaissances acquises est une pratique rare dans l'Antiquité.
Les premières mentions sans équivoque de l'utilisation d’une lentille proviennent de la Grèce antique. Aristophane évoque notamment dans sa pièce Les Nuées, écrite en 423 av. J.-C., un « verre à feu » (une lentille convexe utilisée pour produire du feu en focalisant le rayonnement solaire). Les écrits de Pline l'Ancien (23-79) montrent également qu’un tel dispositif était connu dans l’Empire romain. Ils mentionnent ce qui peut être interprété comme la première utilisation d’une lentille pour corriger la vue en décrivant l’utilisation que fait Néron d’une émeraude de forme convexe lors des spectacles de gladiateurs (probablement pour corriger un défaut de vision). Sénèque (3 av. J.-C. - 65) décrit l’effet grossissant d’un globe en verre rempli d’eau.
Le mathématicien arabe Alhazen (965-1038), a écrit le premier traité d'optique qui décrit comment le cristallin forme une image sur la rétine.
Les lentilles n’ont cependant pas été utilisées par le grand public avant la généralisation des lunettes de vue, probablement inventées en Italie dans les années 1280.

## Principe
Lorsque l’onde lumineuse rencontre un dioptre (surface séparant deux milieux homogènes d’indices différents), la lumière est réfractée en suivant les lois de Snell-Descartes. Une lentille est l'association de deux dioptres et par conséquent va appliquer deux réfractions à la lumière incidente.
Dans le cadre de l'optique géométrique, on considère ainsi que les rayons lumineux issus d'un objet sont réfractés par la lentille, sauf ceux passant par le centre optique de la lentille.

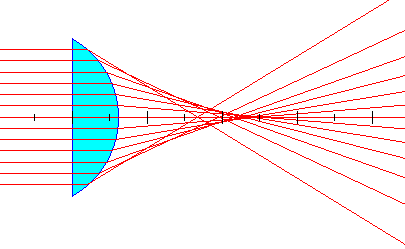
Lentille plan convexe convergente.
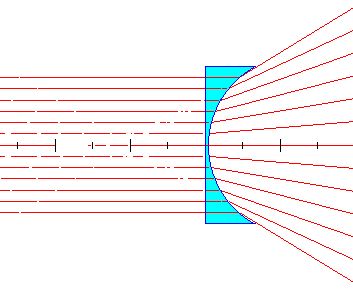
Lentille plan concave divergente.

Dans le cadre plus général de l'optique physique où l'approximation des rayons lumineux n'est pas prise en compte mais où l'on considère que la lumière est une onde électromagnétique, l'effet des lentilles se considère différemment. Les surfaces d'onde arrivant sur la lentille vont voir leur propagation altérée par le nouveau milieu transparent et la lentille va ainsi modifier la surface d'onde. Ainsi on considère souvent qu'une onde plane est transformée en onde quasi sphérique par une lentille optique parfaite.

## Caractéristiques d'une lentille
Les lentilles sphériques possèdent un axe optique qui est confondu avec leur axe de révolution. D'autres types de lentilles dont les dioptres ne sont pas des portions de sphère à symétrie de révolution, ne possèdent pas à proprement parler un axe optique. Par exemple les lentilles asphériques, freeform ou cylindriques n'ont pas d'axe optique en soi. On appelle centre optique le point de l'axe optique par lequel les rayons peuvent passer sans être déviés.

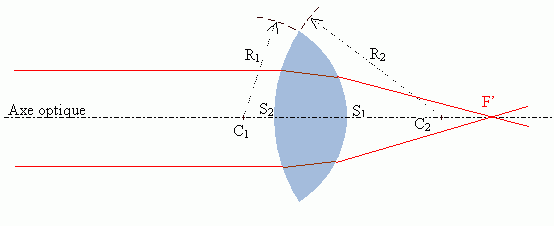
Lentille convergente.
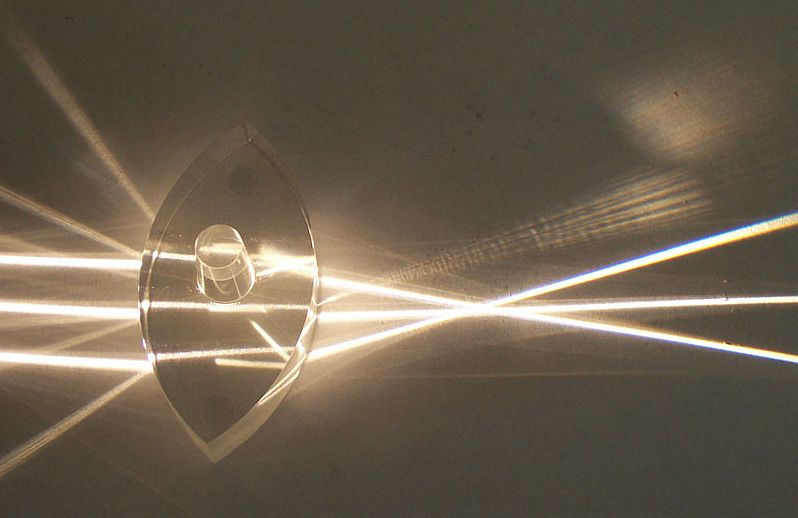
Lentille convergente.
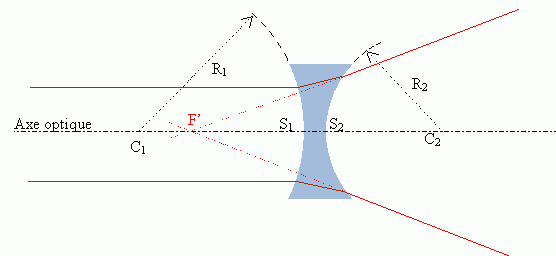
Lentille divergente.
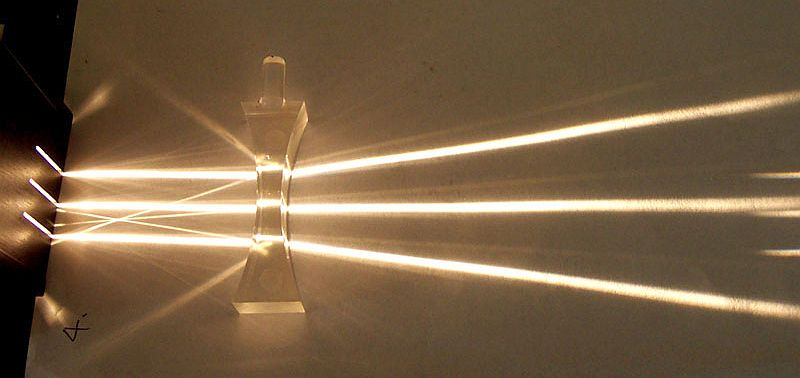
Lentille divergente.

### Foyers objet et image
Le foyer image, noté F′, est l’image d’un objet situé à l’infini sur l'axe optique principal : c’est donc le point où se focalisent des rayons qui se propagent parallèlement à l’axe optique.
Le foyer objet, noté F, est le point dont l’image est située à l’infini sur l'axe optique principal : les rayons issus de ce point se propagent — après traversée de la lentille — parallèlement à l’axe optique.
Le plan perpendiculaire à l’axe optique et passant par F′ est appelé plan focal image, et ses points sont des foyers image secondaires.
De même, le plan perpendiculaire à l'axe optique et passant par le foyer objet F est appelé plan focal objet.

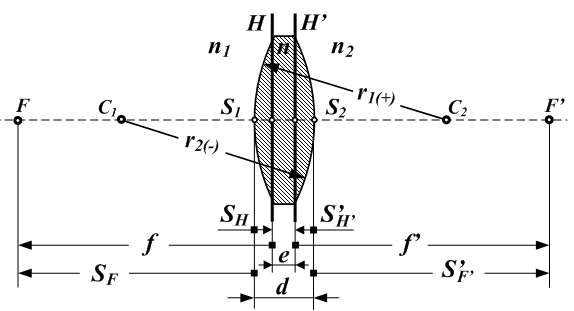
Lentille épaisse.

Dans le cas d'une lentille épaisse, on utilise
{\displaystyle f'={\overline {H'F'}}}
et
{\displaystyle f={\overline {HF}}}
où H et H’ sont les points principaux objet et image du système centré équivalent à la lentille.
La distance algébrique {\displaystyle f'} est positive si {\displaystyle F'} est situé en aval de la lentille (lentille convergente) et négative si {\displaystyle F'} est en amont de la lentille (lentille divergente).
La détermination expérimentale de la distance focale f′ d'une lentille optique s’appelle la focométrie.

### Espaces objet et image
On considère une onde lumineuse se propageant selon un sens donné. Le demi-espace situé en amont de la lentille par rapport à ce sens de propagation est appelé espace objet. Le demi-espace situé en aval de la lentille est appelé espace image.
Si A est un objet situé en aval de la lentille, A est un objet virtuel et {\displaystyle {\overline {S_{2}A}}} est positif ; si A est un objet réel situé en amont de la lentille, cette distance est négative. Pour une image réelle A′ située en aval de la lentille, {\displaystyle {\overline {S_{1}A'}}} est positif, et pour une image virtuelle située en amont de la lentille, {\displaystyle {\overline {S_{1}A'}}} est négatif (pour une lentille divergente, en prenant les notations des images ci-dessus, il faut inverser S1 et S2).

### Stigmatisme et aplanétisme
Le stigmatisme d'une optique désigne la propriété d'une lentille à former pour un point objet un unique point image. Cette propriété n'est pas vérifiée en général pour des lentilles sphériques sauf dans deux cas particuliers :
- pour les points de Young-Weierstrass ;
- pour le centre du rayon de courbure d'un dioptre.

Une optique non stigmatique forme une tache image au lieu d'un point. En fonction de la configuration du système optique il peut donc être préférable d'opter pour des lentilles asphériques. Par exemple, dans le cas d'un objet situé à l'infini, une lentille à face parabolique est stigmatique.
Un système optique est dit aplanétique si l'image d'un objet perpendiculaire à l'axe de symétrie du système est elle-même perpendiculaire à ce dernier.

### Aberrations

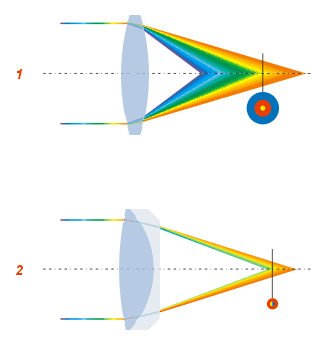
L’aberration chromatique obtenue (en 1) peut être corrigée par l’ajout d’une deuxième lentille (en 2).

Les lentilles optiques ne forment pas des images parfaites : l’image d’un point n’est généralement pas un point, mais une tache du fait de la diffraction et des aberrations. Ces aberrations affectent la qualité des images, mais peuvent cependant être minimisées par l’association de deux lentilles de verres optiques différents qui agissent en correction.
On classe les aberrations en deux grandes familles :
- aberrations chromatiques : l’image se forme différemment selon la couleur de la lumière ;
- aberrations géométriques, qui caractérisent les écarts au stigmatisme rigoureux, écarts d’autant plus grands que l’on s’éloigne des conditions de Gauss.

## Types de lentilles
Une lentille mince est une lentille qui remplit les trois conditions suivantes :
- l’épaisseur de la lentille est petite devant le rayon de la première face ;
- l’épaisseur de la lentille est petite devant le rayon de la seconde face ;
- l’épaisseur de la lentille est plus petite que la valeur absolue de la différence entre le rayon de la première face et le rayon de la deuxième face, les rayons étant comptés algébriquement.

Les lentilles épaisses n’ont pas les mêmes propriétés que les lentilles minces.

### Lentilles sphériques

Différentes formes de lentilles sphériques avec les plans principaux associés. Les lentilles convergentes sont sur la rangée supérieure, les lentilles divergentes sur la rangée inférieure.

Les lentilles sphériques se divisent en deux grandes familles : 
- lentilles convergentes (à bord mince) : rapprochent les rayons de l’axe optique en transformant un faisceau parallèle en un faisceau convergent ;
- lentilles divergentes (à bord épais) : éloignent les rayons de l’axe optique en transformant un faisceau parallèle en un faisceau divergent.

| Lentilles convergentes | Biconvexe symétrique - biconvexe asymétrique | Les deux dioptres sont sphériques convexes. Les centres des sphères sont situés chacun d’un côté du plan de la lentille. |
| Lentilles convergentes | Plan-convexe                                 | Un des dioptres est sphérique convexe, l’autre est plan. |
| Lentilles convergentes | Ménisque convergent                          | Les deux dioptres sont sphériques l’un convexe et l’autre concave. Les centres des sphères sont situés du même côté du plan de la lentille. Le rayon de courbure de la face concave est plus grand que celui de la face convexe.  |
| Lentilles divergentes  | Biconcave symétrique - biconcave asymétrique | Les deux dioptres sont sphériques concaves. Les centres des sphères sont situés chacun d’un côté du plan de la lentille. |
| Lentilles divergentes  | Plan-concave                                 | Un des dioptres est sphérique concave, l’autre est plan. |
| Lentilles divergentes  | Ménisque divergent                           | Les deux dioptres sont sphériques, l’un convexe et l’autre concave. Les centres des sphères sont situés du même côté du plan de la lentille. Le rayon de courbure de la face concave est plus petit que celui de la face convexe. |

Le symbole en double flèche est utilisé dans le cas des lentilles minces, qui permet de simplifier les constructions grâce à certaines approximations lorsque l’on respecte les conditions de Gauss, c’est-à-dire lorsque les rayons qui frappent la lentille frappent à proximité du centre optique de la lentille et que leur direction est proche de l’axe optique.
Détermination de la vergence
{\displaystyle V={\frac {n_{o}}{f^{'}}}=(n-n_{o})\left({\frac {1}{R_{1}}}-{\frac {1}{R_{2}}}\right)+{\frac {(n-n_{o})^{2}}{n}}{\frac {e}{R_{1}R_{2}}}}
Où {\displaystyle n} désigne l'indice du matériau utilisé, {\displaystyle n_{o}} l'indice du milieu ambiant, {\displaystyle f^{'}} la distance focale image, {\displaystyle R_{1}} et {\displaystyle R_{2}} les rayons de courbure des 2 dioptres et {\displaystyle e} la distance entre les deux sommets des dioptres.
Dans le cas particulier d'une lentille mince, {\displaystyle e\approx 0} et donc le second terme est négligé.
Applications
- lentilles convergentes : verre correcteur d’un œil hypermétrope ou d’un œil presbyte, dans les instruments d’optique tels que : projecteur, collimateur, objectif photographique, loupe, microscope optique (deux lentilles convergentes), lunette de Kepler (deux lentilles convergentes), jumelles, etc.
- lentilles divergentes : verre correcteur d’un œil myope, judas, téléobjectifs pour les appareils photographiques, lunette de Galilée (une lentille convergente et un lentille divergente), jumelles de théâtre, etc.

### Lentilles cylindriques

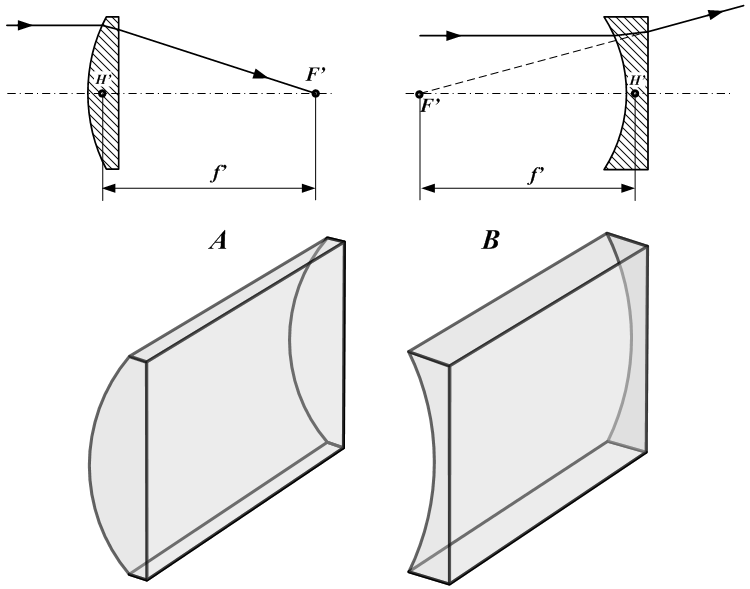
Deux lentilles cylindriques, plan-convexe à gauche et plan-concave à droite.

Les lentilles cylindriques sont des cylindres au sens large (forme obtenue en faisant translater une courbe selon une génératrice). Les dioptres sont eux-mêmes des cylindres. Elles sont parfois désignées sous l’appellation "lentilles anamorphiques" (en particulier dans le monde du cinéma) car elles peuvent être utilisées pour réaliser des anamorphoses.
Pour les rayons se propageant dans un plan contenant une génératrice, elles se comportent comme une vitre, le rayon n’est pas dévié. Pour les rayons se propageant dans un plan perpendiculaire aux génératrices, elles se comportent comme une lentille classique à symétrie axiale.
Elles sont principalement utilisées pour :
- à but pédagogique : vues dans l’axe des génératrices (« de profil »), elles sont similaires à une lentille classique vue en coupe ; cette forme permet de les placer de manière stable sur une table, ou de les placer sur un tableau avec des aimants, et de visualiser le trajet des rayons ;
- pour les anamorphoses : les rayons ne sont pas déviés de manière identique selon le plan de propagation, ce qui déforme l’image ; cette propriété est notamment utilisée en prise de vues anamorphique (CinemaScope), selon le principe de l’Hypergonar ;
- pour la correction de l'astigmatisme, par exemple en sortie de diode laser.

## Lentille diffractive
Les lentilles dites diffractives peuvent être utilisées pour réduire le nombre d'éléments dans les systèmes de lentilles conventionnels et éliminer le besoin de matériaux pour corriger les aberrations chromatiques. Elles sont des éléments très minces avec une hauteur totale égale à λ / (n - 1), où λ est la longueur d'onde de fonctionnement et n est l'indice de réfraction. Composée d'une série de zones qui deviennent plus fines vers le bord de la lentille.
Les éléments diffractifs fonctionnent le mieux sur une seule longueur d'onde, sur toute autre longueur d'onde l'efficacité et le contraste de l'image sont réduits.

## Lentille souple et lentille liquide

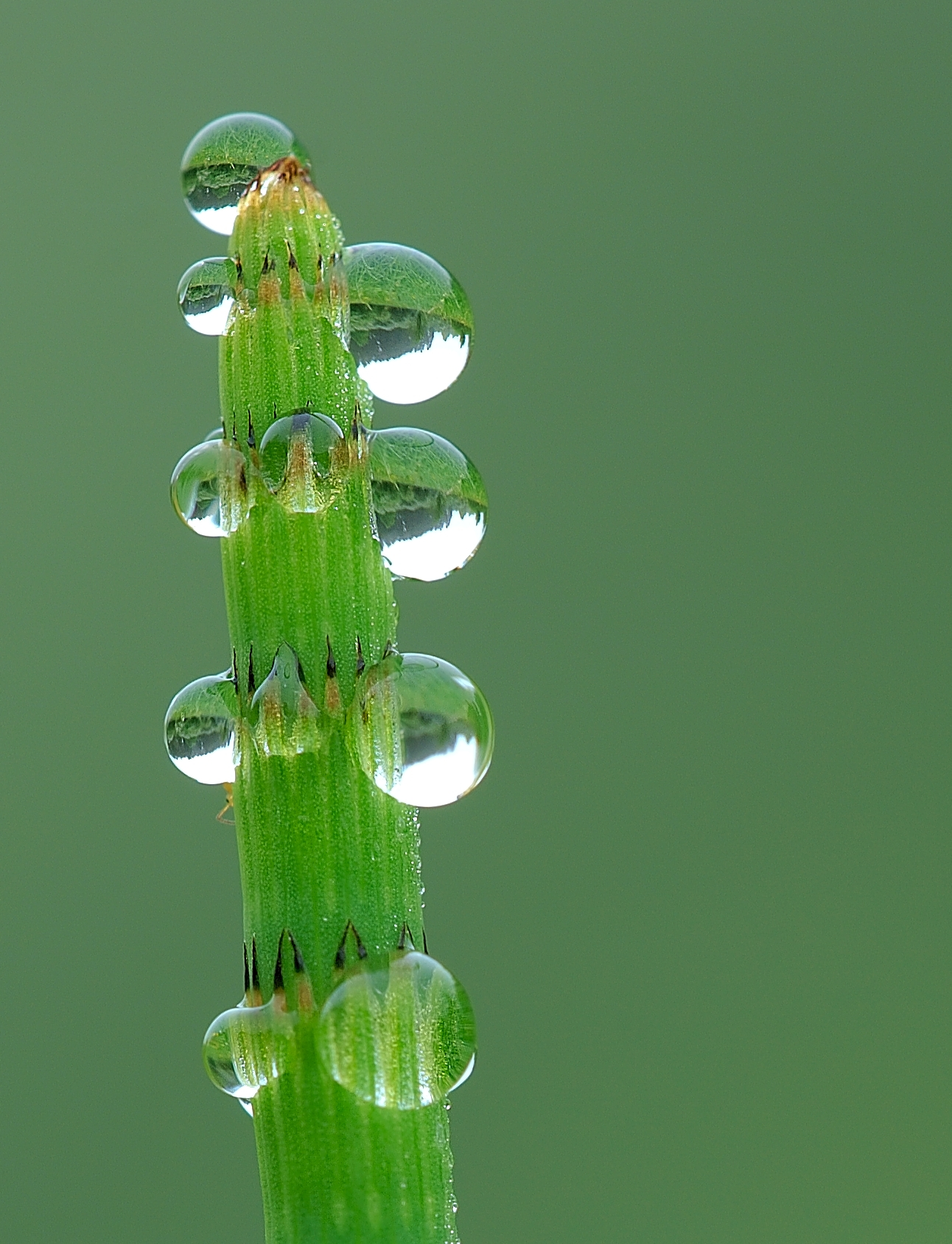
Paysage vu au travers de la rosée sur une prêle.

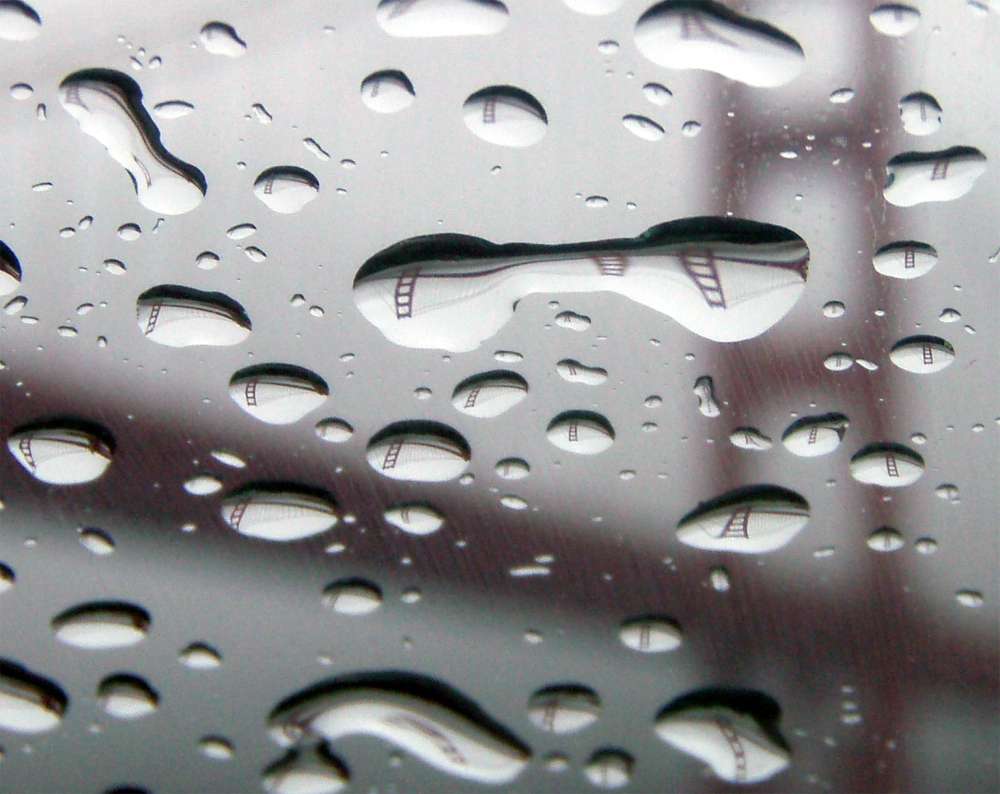
Image du Golden Gate Bridge réfractée par des gouttelettes sur une vitre.

Les gouttes d’eau comme la rosée peuvent être une forme de lentille naturelle. De petites tailles, elles ont la forme d'une calotte sphérique. Plus grosses, elles se déforment sous leur propre poids. La valeur limite est de quelques millimètres pour l'eau. Elles sont ainsi employées dans certaines optiques des appareils photos des téléphones mobiles, permettant d'avoir une focale variable en déformant électriquement la lentille.
Le cristallin de l'œil peut être modélisé en optique géométrique comme une lentille convergente de vergence variable (proche de 60 dioptries pour un œil emmétrope au repos). Grâce à l'action des muscles ciliaires, le cristallin (constitué de cellules souples) peut sensiblement se déformer pour s'adapter à une vision de près ou de loin. Cette capacité d'adaptation est l'accommodation, elle diminue progressivement avec l'âge pouvant aboutir à une presbytie.